# Nicole Rocklin
Nicole Rocklin (...) è una produttrice cinematografica statunitense, famosa per aver prodotto film come: The Perfect Guy, Middle of Nowhere e Il caso Spotlight, con il quale ha vinto l'Oscar al miglior film ai premi Oscar del 2016.

## Filmografia
- Middle of Nowhere, regia di John Stockwell (2008)
- The Perfect Guy, regia di David M. Rosenthal (2015)
- Il caso Spotlight, regia di Tom McCarthy (2015)